# 格尔登·洛桑丹增晋美·益西嘉措

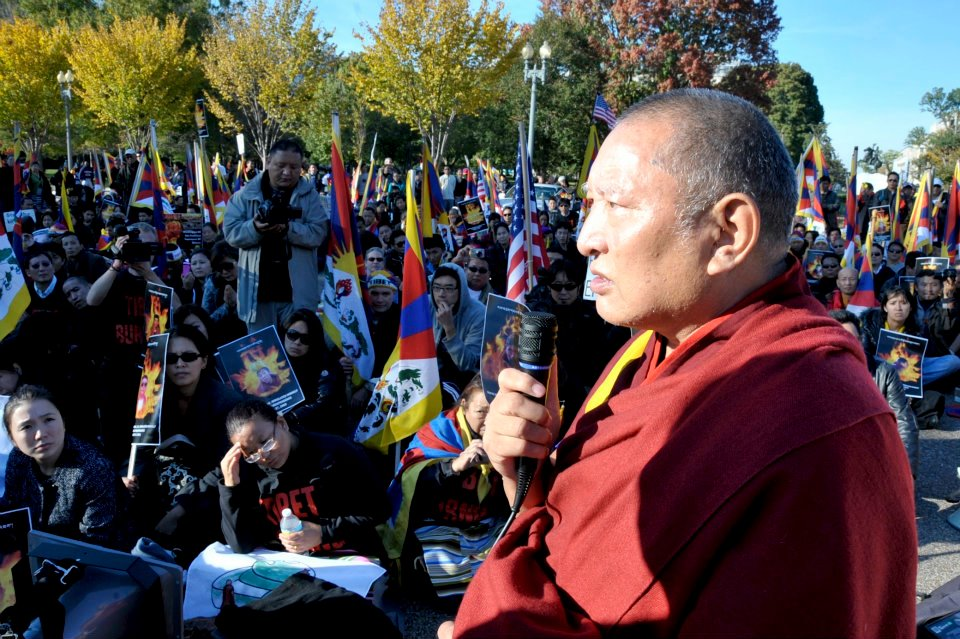
2011年，格尔登活佛在美国白宮前對支持者演講。

格尔登·洛桑丹增晋美·益西嘉措（藏語：བློ་བཟང་བསྟན་འཛིན་འཇིགས་མེད་ཡེ་ཤེས་རྒྱ་མཚོ།，威利转写：blo bzang bstan 'dzin 'jigs med ye shes rgya mtsho，1942年—）藏族，安多人，第十一世格尔登活佛。

## 生平
1942年，出生于安多地区的Thevo Takmoe Depa。1946年，在尊者吉美丹曲嘉措（Je Jigme Damchoe Gyatsho）、尊者嘉木样协巴·丹贝坚赞（Je Jamyang Shedpa Tenpai Gyaltshen）等几位高僧一致的占卜结果下，他被正式认定为第十世格尔登活佛的转世灵童。按照藏传佛教仪轨，他于1947年在安多的德合仓郎木寺（Taktsang Lhamo）坐床，正式成为第十一世格尔登活佛。此后，他在德合仓郎木寺开始学习基本的佛教知识。
1957年，他奉第十四世达赖喇嘛之命来到拉萨，西藏噶厦给予其一个荣衔，该荣衔的威望同Namsum活佛（三大活佛，Three Principal Tulkus）一样高。1959年拉萨骚乱后，他于同年随达赖流亡印度。1962年，他从达赖处受了更高等级的戒（the higher vows of Buddhist of monk hood）。从1960年到1964年，他先后在印度布克萨尔、達爾豪斯潜心学习更高级的佛教教理及哲学知识。1965年，通过流亡政府的层层筛选，他入选了一个教师培训计划，接受了兼具传统与现代的高级教育培训。1968年，根据前任堪布、法师那旺桑丹仁波切（Ex-abbot Ven. Ngawang Samten Rinpoche）的要求，他接过了监督甘丹扎西确林寺（Gaden Tashi Choeling Monastery，位于印度大吉岭Sukia）的管理的全部职责。同时，他开始了其在印度瓦拉纳西（Varanasi）的西藏高等研究中央学院的九年学习，学习佛教及藏学。由于在学习和研究上的出色表现，他被授予夏斯特里及阿阇梨学位。从1978年起的10年时间，他在达兰萨拉西藏檔案文獻圖書館担任研究学者，并且被达赖任命为锡金甘托克南嘉藏學研究所理事会的达赖代表。1984年，作为流亡政府代表，访问了中华人民共和国及其西藏自治区，见到了许多党政要人及高级西藏喇嘛，包括十世班禅。
1986年，通过在南印度的色拉寺、哲蚌寺、甘丹寺的严格的传统考试及答辩，他获得了拉让巴格西学位。
从1987年开始，根据达赖的任命，他在流亡政府的不同重要部门任职，例如达赖办公室、政治委员会（Political Committee）、宪法修改委员会（constitution Re-drafting Committee），并且曾任公共服务委员会（Public Service Commission）委员。1992年，他在达兰萨拉重建了格尔登寺居巴扎仓（Jepa Dratsang，密宗学院）。1997年，他当选为流亡政府的噶厦成员，担任宗教及文化部噶伦（Minister of Religion and Culture）。同时，他还曾任亚洲佛教和平会议副会长，台湾西藏宗教基金会（Tibetan Religious foundation in Taiwan）会员。此外，他还一直担任达兰萨拉的格尔登寺居巴扎仓堪布。
1990年4月，他在达兰萨拉重建了格尔登寺。截至2008年，达兰萨拉的格尔登寺有僧人201名，全部是刚刚从中国藏区来的。
2008年拉萨314事件发生后，据2009年中国媒体的报道，早在2008年初，格尔登活佛便派遣若巴等10多名人员，通过各种途径向中国境内传播“西藏人民大起义” 消息，要求僧人“奥运会前必须闹起来”。格尔登活佛还通过亲笔签名信，指挥四川省阿坝县和马尔康县的两座格尔登寺，将原要在6月举办的法会提前到3月10日举办，且须连办7天。利用大批僧众在法会上聚集，冲击打砸阿坝地方政府及公安局。

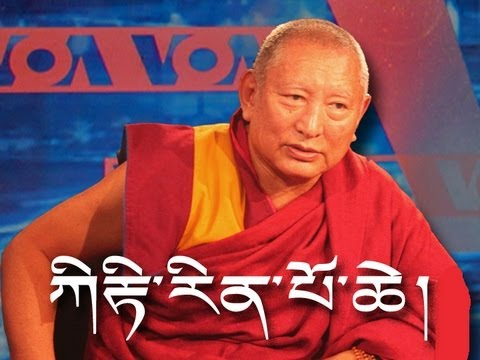
2011年接受美國之音訪問

2011年，在自焚发生后，2011年11月3日他告诉美国国会兰托斯人权委员会称，他对这些人的死表示哀悼，并呼吁拯救活着的人们。他还说他希望促进藏汉人民之间的和谐，最近他已承诺会为此提供充分合作。他说，他再三要求中国政府允许他赴西藏访问，以便获得机会提供建议和安慰，但他的要求没有获得中国政府的回应。
他在这次美国国会听证会上的作证时发表的许多言论，遭到中国媒体的抨击。《人民日报海外版》于2011年11月26日刊登了《妄语连连 谎言不断——藏学家评格尔登活佛在美国会听证会上的表演》，借四川省藏学研究所藏学专家一飞抨击了格尔登活佛作证指責中共迫害藏人的言论。2011年12月14日，美国《侨报》也发表文章，称阿坝县格尔登寺管理委员会的洞沟活佛不支持自焚。
2013年3月7日，在十二届全国人大一次会议四川代表团开放日活动中，第十二届全国人大代表、四川省阿坝藏族羌族自治州州长吴泽刚（藏族人）表示，近几年发生在四川藏区的自焚中，相当部分的自焚者、参与者均为阿坝藏族羌族自治州阿坝县格尔登寺的僧人及还俗僧人，均受格尔登活佛及弟子的煽动、诱惑、鼓励。2008年拉萨314事件之后，达兰萨拉的格尔登寺专门成立了“紧急情况协调小组”，该小组受“紧急情况协调小组”统一指挥，和流亡政府安全部、藏青会、达赖私人秘书处进行单线联系并接受其领导。吴泽刚还称，近几年来，格尔登活佛为避免自己在「达赖集团」中边缘化，开始通过其弟子及其收留的私自出境的僧人，在四川藏区实行了系列暴力事件和自焚事件，以便为自己谋取地位。
2013年3月20日，格尔登活佛在接受訪問時表示，宗教領袖呼籲停止自焚沒有用，自焚的人是表達自己對中國政府迫害的抗議，如果政府不改變政策，藏人會繼續自焚。